# Peter Elias
Compléments
Inventeur des codes d'Elias
Peter Elias, né le 23 novembre 1923 à New Brunswick dans le New Jersey (États-Unis) et mort le 7 décembre 2001 de la maladie de Creutzfeldt-Jakob, est un informaticien américain.
Il est connu pour être à l'origine des codes d'Elias (gamma, delta et omega), utilisés en compression de données.

## Distinction reçue
- En 2002, Peter Elias reçoit la médaille Richard Hamming décernée par l'IEEE pour sa contribution à la théorie de l'information[1]